# Droga A113 (Rosja)
Droga federalna A113, Centralna Obwodnica Drogowa, CKAD (od ros. Центральная кольцевая автомобильная дорога, ЦКАД) – planowana autostrada o statusie drogi federalnej. Będzie znajdować się na obszarze obwodu moskiewskiego oraz miejscami Moskwy.
Budowa pierwotnie miała rozpocząć się w 2011, ale została przesunięta na 2014. Planowana data oddania trasy do użytku to 2022.
Numer A113 planowana autostrada otrzymała w 2010, w trakcie reformy systemu numeracji dróg na terenie Rosji. W czasach radzieckiej numeracji oznaczenie to posiadała inna droga: Jarosław–Kostroma–Iwanowo–Włodzimierz (na północny zachód od Moskwy). Następnie w latach 90 XX w. odcinek Jarosław–Kostroma posiadał oznaczenie M8, a Iwanowo–Włodzimierz oznaczany był jako M7. Pozostały fragment trasy, między Kostromą a Iwanowem, miał numer A113 do 2010. Obecnie odcinek ten jest oznaczany jako droga R600 (ros. Р600).